# Генадий Стандзиос
Генадий (на гръцки: Γεννάδιος, Генадиос) е гръцки духовник, нилуполски митрополит, ипертим и екзарх на Долен Египет на Александрийската патриаршия от 2010 година.

## Биография
Роден е като Сталианос Станчос (Στυλιανός Στάντζιος) в 1969 година в Еслинген, Германия, в семейството на емигрантите от Кавала Георгиос и Ана. Учи в Богословския университет на Солунския университет.
Замонашен е в 1986 година от митрополит Спиридон Лъгадински и прекарва четири години в манастира „Света Троица“ в Пенде Врисес. В 1990 година става дякон, а в 1996 година е става йеромонах и е ръкоположен за архимандрит от митрополит Прокопий Филипийски. Служи 12 години във Филипийската, Неаполска и Тасоска митрополия в Кавала като архидякон, секретар, проповедник, ефимерий на катедралата „Свети Павел“ и отговорник по младежките въпроси.
Служи като ефимерий в Никищан (Никсиани), част от Елевтеруполската митрополия.
Преместен е в Буеносайреската митрополия на Вселенската патриаршия, където служи като секретар на две гръцки общини.
В 2004 година по искане на патриарх Петър VII Александрийски е преместен в Порт Елизабет, част от Кейптаунската митрополия на Александрийската патриаршия. По-късно е преместен в Александрия, където служи в Патриаршеския регистър. След смъртта на патриарх Петър на 11 септември 2004 г., изпълнява длъжността секретар на Светия синод. След избирането на патриарх Теодор II Александрийски, на първото заседание на Светия синод е назначен за генерален секретар на Светия синод и настоятел на катедралата „Благовещение Богородично“.
На 1 ноември 2006 година е избран за титулярен нилуполски епископ. На 26 ноември е ръкоположен в катедралата „Благовещение Богородично“ от Теодор II в съслужение с митрополитите Димитрий Иринуполски, Андрей Аркалохорски и епископите Мелетий Колвезки, Гавриил Мареотидски и Спиридон Канопски. Генадий продължава да изпълнява задълженията си като генерален секретар на Синода. В 2008 – 2010 година прави следдипломна квалификация в Папския Урбански университет в Рим в областта на апостолството, икуменическия диалог и хуманитарната мисия на Църквата.
На 7 октомври 2010 година е избран от Светия синод за епископ на новоучредената Ботсванска епархия на Александрийската патриаршия. На 2 юни 2012 година е интронизиран в катедралата в Габороне „Въздвижение на Светия Кръст“ от патриарх Теодор II.
На 23 ноември 2013 година е избран от Светия синод за митрополит на превърнатата в действаща Нилуполска епархия.